# Eumerus cribratus
Eumerus cribratus är en tvåvingeart som först beskrevs av Mario Bezzi 1915.  Eumerus cribratus ingår i släktet månblomflugor, och familjen blomflugor.
Artens utbredningsområde är Kenya. Inga underarter finns listade i Catalogue of Life.